# Unleashed from the Pleasuredome
Unleashed from the Pleasuredome är den engelske sångaren Holly Johnsons första livealbum, utgivet den 16 december 2014. Albumet utgavs som dubbel-CD och digital nedladdning.

## Låtlista
| 1.  | Atomic City                 | 5:07 |
| 2.  | Warriors of the Wasteland   | 3:45 |
| 3.  | Welcome to the Pleasuredome | 5:44 |
| 4.  | Rage Hard                   | 5:39 |
| 5.  | Love Train                  | 4:53 |
| 6.  | Follow Your Heart           | 5:55 |
| 7.  | In and Out of Love          | 4:08 |
| 8.  | Heaven's Here               | 4:26 |
| 9.  | Americanos                  | 4:39 |
| 10. | Lonesome Town               | 4:42 |

| 1. | Europa                | 5:14 |
| 2. | Disco Heaven          | 5:18 |
| 3. | Dancing With No Fear  | 8:29 |
| 4. | Penny Arcade          | 5:16 |
| 5. | So Much It Hurts      | 4:32 |
| 6. | Watching the Wildlife | 4:21 |
| 7. | Relax                 | 6:03 |
| 8. | Two Tribes            | 6:40 |
| 9. | The Power of Love     | 6:22 |